# Selenate

Selenat-Ion in der klassischen Schreibweise

Wahrscheinlichere Bindungssituation im Selenat-Ion

Selenate sind die Salze und Ester der Selensäure H2SeO4. Das Selenat-Anion hat die Formel SeO42−. Auch Orthoselenate der (als freie Säure nicht bekannten) Orthoselensäure H6SeO6 sind bekannt.
Selenate ähneln den Sulfaten stark in ihren chemischen Eigenschaften. Anders als Sulfate sind Selenate gute Oxidationsmittel; dabei werden sie zu Seleniten bzw. Selen reduziert. In sehr saueren Umgebungen bilden sich in Analogie zu den Sulfaten Hydrogenselenat-Ionen, HSeO4−. Selenate haben analog zu den Sulfaten oftmals ein niedriges Löslichkeitsprodukt in Wasser.